# Oxxxymiron
Miron Ianovitch Fiodorov (Мирон Янович Фёдоров ; né le 31 janvier 1985 à Léningrad), mieux connu sous le nom de Oxxxymiron (Оксимиро́н), est un rappeur russe.

## Biographie

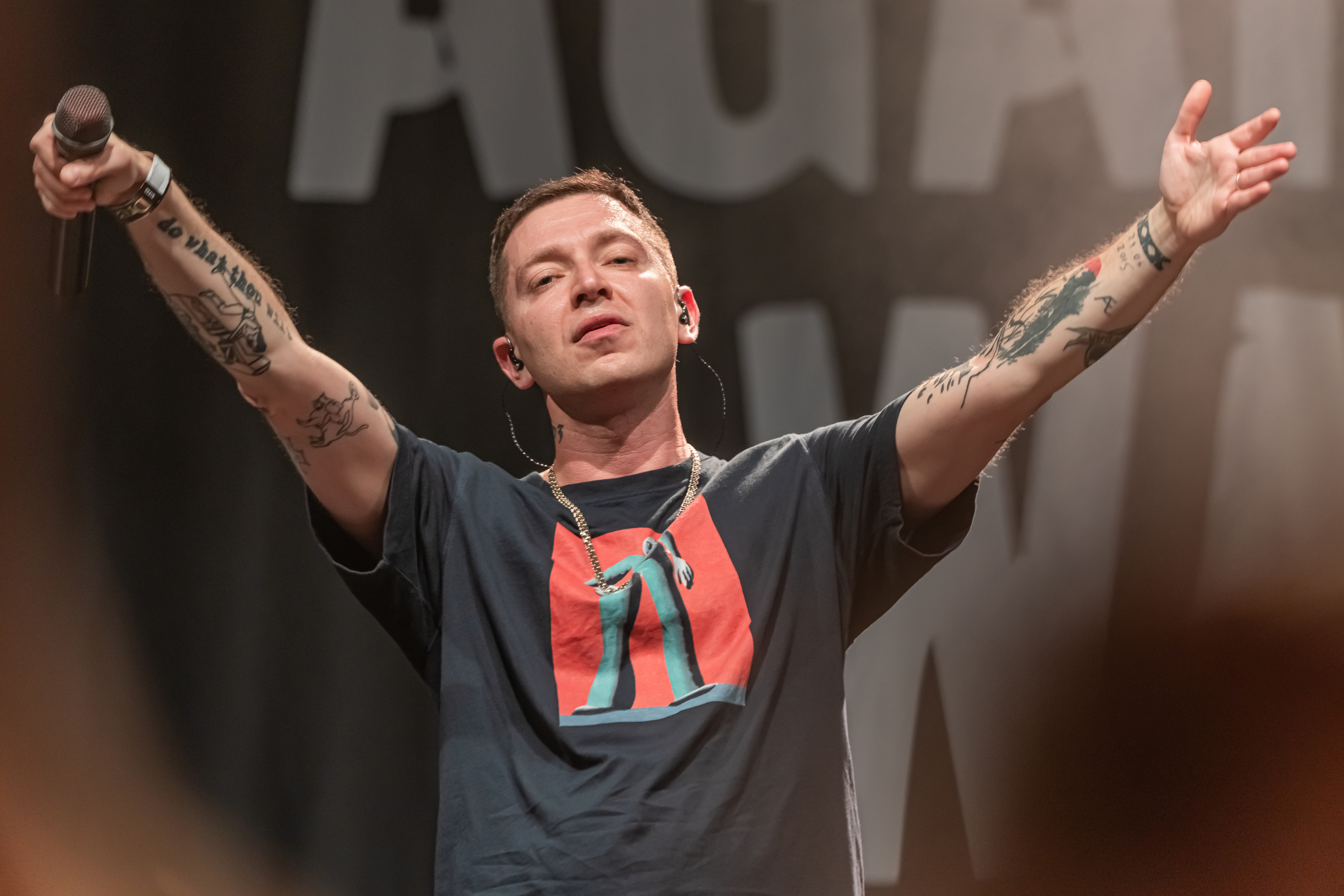
Oxxxymiron lors d'un concert de charité de la tournée Russes contre la guerre (RAW), en avril 2022, en opposition à l'invasion de l'Ukraine par la Russie.

Né à Saint-Pétersbourg (alors appelé Léningrad), fils d'une bibliothécaire et d'un physicien au sein d'une famille juive russe, il émigre avec ses parents pour s'installer en Allemagne. Il fait ses études à l'université d'Oxfordoù il obtient un diplôme de littérature médiévale anglaise.
En 2011, Oxxxymiron sort un premier album, Vetchnyi Jid (littéralement « Juif éternel »), dont l'écho reste circonscrit au milieu du rap russe. La sortie de son deuxième album, Gorgorod, en 2015, est plus largement médiatisée et confirme le succès du rappeur,.
En 2017, il participe à une battle de plusieurs heures contre le rappeur pro-communiste Slava KPSS (en), d'où il sort vaincu. Cette battle, suivie par un grand nombre d'internautes, attire l'attention de la presse internationale sur le rap russe.
En 2018, il soutient le rappeur Husky, lors d'un concert avec Basta et Noize MC, auquel assiste entre autres Alexeï Navalny. Encourant plusieurs années de prison, Husky ne reçoit finalement qu'une peine de douze jours. En 2019, Oxxxymiron soutient un blogueur poursuivi pour avoir critiqué le système.
En décembre 2021, il sort son troisième album, Krassota i Ourodstvo (littéralement « Beauté et Laideur »).
En février 2022, il exprime sur Instagram son opposition à l'invasion de l'Ukraine par le régime de Vladimir Poutine. Il annule ses concerts à Moscou et Saint-Pétersbourg en signe de protestation contre cette guerre. En mars 2022, il organise un concert avec un slogan affiché « Les Russes contre la guerre » dans un sous-sol à Istanbul avec plusieurs centaines d’opposants russes exilés ainsi que des Ukrainiens ; l'évènement est retransmis en ligne et suivi par 40 000 spectateurs,. En août 2022, le procureur de Moscou demande que ses œuvres publiées sur Internet soient reconnues comme « extrémistes [...] dans l'intérêt de la fédération de Russie ».

## Discographie
- 2011 : Вечный жид (Vetchnyi Jid ; littéralement « Juif éternel »)
- 2015 : Горгород (Gorgorod)
- 2021 : Красота и Уродство (Krassota i Ourodstvo ; littéralement « Beauté et Laideur »)